# Spotlight (oprogramowanie)
Spotlight – funkcja wprowadzona w systemie operacyjnym Apple’a – OS X w wersji 10.4. Służy do błyskawicznego wyszukiwania w komputerze dokumentów, obrazów, muzyki, aplikacji, ustawień systemowych i innych danych zgromadzonych na komputerze, czy w Bing.
Wyszukiwarka Spotlight znajduje się także w systemie iOS.

## Spotlight a prywatność
Każde zapytanie, wybrane sugestie i powiązane dane o użyciu są wysyłane do Apple. W przypadku włączonej funkcji o położeniu – dane o pozycji także są przesyłane w momencie zapytania. Zapytania zawierające często używane słowa lub wyrażenia przekazywane są z Apple do wyszukiwarki Bing (firmy Microsoft).